# Homalium betulifolium
Homalium betulifolium là một loài thực vật thuộc họ Salicaceae. Đây là loài đặc hữu của New Caledonia.